# Zentralregulierung
Zentralregulierung ist im Handel und in der Handelsbetriebslehre die zentrale Zahlungsregulierung in Verbundgruppen für deren Mitglieder. Pendant ist das Streckengeschäft.

## Allgemeines
Zu der horizontalen Kooperation (Verbund) gehören insbesondere Einkaufsgemeinschaften, Einkaufsgenossenschaften, Einkaufskontore und Einkaufszentralen. Hier schließen sich mittelständische Einzelhändler häufig zu einer einheitlichen Marke mit einem einheitlichen Corporate Design (wie unter anderem bei Edeka oder Rewe) zusammen, die durch zentralen Einkauf und damit Bündelung der Nachfrage höhere Einkaufsmengen beschaffen und deshalb günstigere Einkaufspreise (auch durch Mengenrabatte) erzielen können.

## Aufgaben
Die Zentralregulierung bildet das Kernstück der horizontalen Kooperation, bei der sämtliche Verbindlichkeiten der Mitglieder von einer zentralen Stelle aus bearbeitet (Kreditorenbuchhaltung) und zum Zeitpunkt der Skontofälligkeit in einer Summe an den Lieferanten bezahlt werden. Das hat zur Folge, dass die Fakturierung sowie die nachfolgende Zahlung durch die zentrale Stelle durchgeführt werden, die Bestellung und Lieferung der Waren jedoch von den bzw. an die Einzelhändler erfolgt. Allerdings kann auch die Lieferung an ein Zentrallager möglich sein. Damit gehört mindestens die Zentralisierung der Zahlungsströme zur Zentralregulierung, während die Güterströme dezentral bleiben können.
Die zentrale Stelle übernimmt auch das Delkredere (Zahlungsgarantie für die Zahlungsfähigkeit eines Einzelhändlers) und erhält hierfür eine Delkredereprovision. In der Praxis findet sich auch die Übernahme der gesamtschuldnerischen Mithaftung neben dem Debitor. Je nach Ausgestaltung ist es möglich, dass die zentral regulierende Stelle die Verbindlichkeiten des Debitors im Verlauf der Zahlungsabwicklung durch Forderungskauf erwirbt.
Auch Listung oder Delisting von Waren werden meist von der zentralen Stelle durchgeführt.

## Funktionsweise
Die Verbundgruppe ist mit ihren Mitgliedern durch einen Mitglieds- oder Gesellschaftervertrag verbunden, der Lieferant durch einen Zentralregulierungsvertrag. Der Kaufvertrag zwischen dem Mitglied und einem Lieferanten ist der Ausgangspunkt für die Bearbeitung der entstandenen Verbindlichkeiten, die Einkaufsgemeinschaft übernimmt nun die Haftung für das Mitglied oder tritt der Forderung im Wege der Schuldmitübernahme bei und haftet damit zusammen mit dem Mitglied; Mitglied und Einkaufsgemeinschaft werden zu Gesamtschuldnern. Die Verbindlichkeiten der einzelnen Mitglieder werden summiert und zum Zeitpunkt der Skontofälligkeit beglichen.
Dieses Dreiecksverhältnis ändert sich bei der zusätzlichen Einschaltung eines Delkrederegebers. Dieser schließt Verträge mit dem Mitglied und dem Vertragslieferanten, um das Risiko einer Zahlungsunfähigkeit des Mitglieds abzusichern.
Für den Fall des Zahlungsausfalles eines Mitgliedes erfolgt die Bezahlung der Lieferanten durch den Zentralregulierer. Mit Bezahlung des Lieferanten geht regelmäßig die Forderung auf den Zentralregulierer über. Im Fall der Schuldmitübernahme erfolgt dieser Forderungsübergang gesetzlich durch § 426 Abs. 2 BGB (lateinisch cessio legis). Ein gesetzlicher Forderungsübergang auf den Zentralregulierer erfolgt gemäß § 774 Abs. 1 BGB auch bei Vereinbarung eines Bürgschaftsverhältnisses. Darüber hinaus lassen sich Zentralregulierer zusätzlich die Forderungen vom Lieferanten bei Bezahlung als Sicherheit abtreten.

## Statistik
Eine Matrix von Funktionen der Zentralregulierung (ZR) und Dienstleistung ergab bei einzelnen Betriebsformen 2013 aufgrund einer Befragung folgendes Bild:
| Betriebsform  | Gesamt | ZR mit Delkredere | ZR ohne Delkredere | Zentral- fakturierung | Finanzierung | Marketing | Waren- Geschäft | Beratung | IT-Service | sonstiger Service |
| ------------- | ------ | ----------------- | ------------------ | --------------------- | ------------ | --------- | --------------- | -------- | ---------- | ----------------- |
| Verbundgruppe | 28     | 16                | 4                  | 1                     | 6            | 21        | 14              | 14       | 9          | 6                 |
| Franchising   | 28     | 1                 | 2                  | 5                     | 6            | 26        | 16              | 23       | 13         | 6                 |
| Mischformen   | 3      | 1                 | 0                  | 1                     | 0            | 2         | 0               | 2        | 0          | 2                 |

Bei Verbundgruppen sind Marketing und Zentralregulierung mit Delkredere besonders stark vertreten, während bei Franchise-Systemen das Marketing von entscheidender Bedeutung ist.

## Wirtschaftliche Aspekte
Insbesondere in Verbundgruppen ist es üblich, dass sich die Mitglieder der Verbundgruppe der Zentrale bedienen, um den Rechnungsverkehr mit den Lieferanten zu vereinfachen. Die Zentralregulierung ist aus Sicht der Einzelhändler ein Fremdgeschäft, weil die Zentrale sie für fremde Rechnung der Einzelhändler durchführt. Die Zentralregulierung verringert die Transaktionskosten, weil die Zahlungsströme konzentriert werden und damit der Zahlungsverkehr reduziert wird. Durch Kooperation entsteht eine bessere Verhandlungsmacht für die zentrale Stelle, sie kann Mengenrabatte erzielen und zu einem Käufermarkt führen.
Durch die zentrale Rechnungsabwicklung ergibt sich für den Debitor eine Vereinfachung der Betriebsorganisation, die in einem Effizienzgewinn resultiert, zugleich bestehen Rationalisierungspotenziale durch Skalierungseffekte. Außerdem erzeugt die ständige Skontierung einen mittelbaren positiven Finanzierungseffekt.

## Strategische Bedeutung
Bei der Organisation von Informations- und Datenströmen hat die Zentralregulierung eine große Bedeutung. Die Funktion der Zentralregulierung als reines Abrechnungssystem wurde stetig erweitert und wird mehr und mehr zu einem stufenübergreifenden und multifunktionalen Netzwerk. Als Folge hat die Zentralregulierung eine „fokale Rolle“ bei der Vertikalisierung von Kooperationen und Einkaufsgemeinschaften.
Die Bemühungen, im Rahmen der Zentralregulierung eine fehlerfreie Abwicklung zu ermöglichen, haben heute nicht nur Einfluss auf Zahlungs- und Informationsströme, sondern beeinflussen immer mehr auch Distributions- und Logistikprozesse, wodurch sich zusätzliche Rationalisierungspotenziale ergeben. Der vermehrte Einsatz von elektronischer Datenverarbeitung beschleunigt diese Tendenz, wobei die Verknüpfung von Warenwirtschaftssystemen mit der Zentralregulierung große Bedeutung hat. Die neue Rolle als Informations- und Kommunikationsdrehscheibe entspricht der Funktion einer „Clearingstelle“.
Die Zentralregulierung unterstützt, durch ihre Funktion und die neuen technischen Möglichkeiten der elektronischen Datenverarbeitung, die Entstehung strategischer Netzwerke.

## Bankwesen
Im Bankwesen übernimmt der Zentrale Kontrahent wirtschaftlich dieselbe Funktion, hat jedoch ausschließlich die Aufgabe, die völlig selbständigen Kreditinstitute vor dem gegenseitigen Erfüllungsrisiko aus Finanzkontrakten zu schützen.